# Hylarana igorota
Hylarana igorota är en groddjursart som först beskrevs av Taylor 1922.  Hylarana igorota ingår i släktet Hylarana och familjen egentliga grodor. IUCN kategoriserar arten globalt som sårbar. Inga underarter finns listade i Catalogue of Life.